# Angoche (stad)
Angoche is een stad gelegen aan de Indische Oceaan in de Mozambikaanse provincie Nampula. Het is de hoofdplaats van het district Angoche.

## Geschiedenis
Angoche is een van de oudste steden van Mozambique. Ze werd in de vijftiende eeuw gesticht als islamitisch handelscentrum van het sultanaat Angoche. Op de markten werd veel goud en ivoor verhandeld. Vanaf de zestiende eeuw nam Quelimane geleidelijk de rol als belangrijkste handelsstad van het sultanaat over. Vanaf het begin van de negentiende eeuw ontwikkelde Angoche zich als belangrijke plaats voor slavenhandel. Dit duurde tot ongeveer 1860 toen het sultanaat aangevallen werd door de Portugezen. In 1910 werd het sultanaat effectief veroverd door de Portugezen. Zij gaven de plaats de naam António Enes. Na de onafhankelijkheid van Mozambique in 1975 werd de naam terug veranderd in Angoche.

## Huidige stad
In de eenentwintigste eeuw is weinig van de vroegere grandeur over. Angoche is een rustige kustplaats aan de Straat Mozambique. In de baai waaraan Angoche ligt bevinden zich enkele eilanden, waaronder het eiland Angoche. De meeste inwoners behoren tot de Akoti-stam, waarvan de naam van de stad is afgeleid. Ekoti is de taal die zij spreken.